# Culaba, Biliran

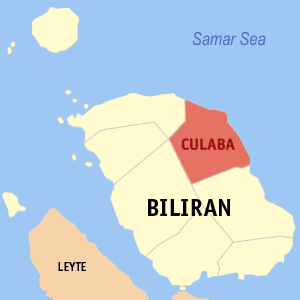
Culabas läge i provinsen Biliran.

Culaba är en femteklasskommun i provinsen Biliran i Filippinerna. År 2002 hade Culaba totalt 11 506 invånare fördelat på 2 193 hushåll.

## Lokala indelningar
Culaba är politiskt indelat i tolv barangays.
- Acaban
- Bacolod
- Binongtoan
- Bool Central
- Bool East
- Bool West
- Calipayan
- Guindapunan
- Habuhab
- Looc
- Marvel
- Patag
- Pinamihagan
- Culaba Central
- Salvacion
- San Roque
- Virginia